# Marley Ipinson-Fabien
Marley Ipinson-Fabien, né le 26 juillet 2000, est un footballeur international anguillan évoluant au poste de défenseur.

## Biographie

### En sélection
Il joue son premier match en équipe d'Anguilla le 22 août 2018, en amical contre Sint Maarten (score : 1-1). Toutefois, ce match n'est pas reconnu par la FIFA. Il reçoit finalement sa première sélection face à une équipe FIFA le 14 octobre 2018, contre le Nicaragua. Ce match perdu sur le large score de 6-0 rentre dans le cadre des tours préliminaires de la Ligue des nations de la CONCACAF.